# شان مندز
شان پیتر رائول مندز (انگلیسی: Shawn Peter Raul Mendes؛ زادهٔ ۸ اوت ۱۹۹۸) خواننده، ترانه‌سرا و مدل کانادایی است. او در سال ۲۰۱۳، با ارسال بازخوانی ترانه‌ها در نرم‌افزارهای اشتراک‌گذاری ویدئو مثل واین، دنبال‌کنندگانی را به‌ دست‌ آورد. در سال بعد او توجه هنرمند اندرو گترلر و استودیو آیلند رکوردز و ای‌اندآر زیگی چارتون را جلب کرد، که منجر به امضای قرارداد با این استودیو شد. او از آن زمان پنج آلبوم استودیویی منتشر کرده‌است و شش تور کنسرتی جهانی را به نمایش گذاشته و چند جایزه و نامزدی دریافت کرده‌است.
مندز کار خود را در سال ۲۰۱۴ آغاز کرد و نخستین آلبوم استودیویی‌اش را در سال ۲۰۱۵ به نام دست‌نوشته منتشر کرد؛ که تک‌آهنگ «بخیه‌ها» به شمارهٔ یک در انگلستان و ۱۰ آهنگ برتر در ایالات متحده و کانادا رسید. او سپس دومین آلبوم استودیویی خود به نام روشن کن را منتشر کرد که تک‌آهنگ‌های آن به نام «با تو بهتر رفتار کنم» و «هیچ چیزی نیست که مرا عقب نگه‌دارد» در چندین کشور به میان کشور ۱۰ تک‌آهنگ پرفروش رسید. آلبوم استودیویی سوم او که به نام خودش بود در سال  ۲۰۱۸ منتشر کرد. هر سه آلبوم به صدر جدول بیلبورد ۲۰۰ ایالات متحده رسیدند. اولین آلبوم او، باعث شد که او یکی از پنج هنرمند باشد که تا قبل از ۱۸ سالگی به صدر این جدول رسید؛ سومین آلبوم او باعث شد تا او سومین هنرمند جوانی باشد که سه آلبوم شمارهٔ یک دارد. در سال ۲۰۱۷، مندز اولین هنرمندی شد که سه آهنگ شمارهٔ یک در چارت بیلبورد بزرگ‌سال معاصر دارد و در سال ۲۰۱۸، اولین هنرمند شد که قبل از سن ۲۰ سالگی، چهار شمارهٔ یک در فهرست آهنگ‌های پاپ بزرگسالان را به‌ دست‌ آورده است. در سال ۲۰۱۸، مجله تایم نام او را در فهرست سالانه ۱۰۰ فرد تأثیرگذار جهان قرار داد.

## اوایل زندگی
مندز در تورنتو، انتاریو، متولد شد. او پسر کارن مندز، یک نمایندهٔ املاک و مستعمره، و منوئل مندز، یک تاجر، که در تورنتو رستوران‌ها و تدارکات بارها را معامله می‌کند، است. پدرش پرتغالی است (از الگاروه)، در حالی که مادرش انگلیسی است. او یک خواهر کوچک‌تر به نام آلیا دارد. مندز در پیکرینگ، انتاریو، برای مدرسهٔ متوسطه حضور داشت. در مدرسه، مندز به تیم بازی هاکی روی یخ و فوتبال، در باشگاه دبیرستان خود پیوست و در درس‌های بازیگری (به‌عنوان شاهزادهٔ جذاب) حضور داشت. او همچنین برای شبکه دیزنی در تورنتو تست بازیگری داد. مندز در ماه ژوئن ۲۰۱۶ از دبیرستان فارغ‌التحصیل شد. مندز در یک خانوادهٔ مذهبی بزرگ‌شد.

## حرفه

### ۲۰۱۳–۲۰۱۵: دست‌نوشته
مندز با تماشای ویدئوهای آموزشی یوتیوب در سن ۱۴ سالگی در سال ۲۰۱۲، موفق به نواختن گیتار شد. کم‌تر از یک سال بعد شروع به ارسال ویدئو در یوتیوب کرد. پس از ارسال یک کاور از جاستین بیبر به نام '' به‌همان اندازه که من را دوست داری ''در برنامهٔ اجتماعی واین در سال ۲۰۱۳، شروع به جذب بینندگان کرد و ۱۰٬۰۰۰ لایک و تعداد زیادی دنبال‌کننده در روز بعد دریافت کرد. پس از چند ماه او میلیونها بیننده و دنبال‌کننده به‌دست‌آورد و به‌خاطر شش ثانیه از خواندن آهنگ‌های محبوب شناخته شد. تا اوت ۲۰۱۴، او سومین نوازنده با بیشترین دنبال‌کننده در واین بود. اندرو گترلر مدیر برنامهٔ هنرمندان در ماه نوامبر ۲۰۱۳ مندز را کشف کرد و او را در سال ۲۰۱۴ به استودیو ضبط ایسلند برد. در ماه آوریل او برنده ی'' بهترین کاور آهنگ'' به خاطر آهنگ'' چیزی بگو'' از مسابقهٔ رایان سیکرست شد. او در ماه مه ۲۰۱۴ رسماً با استودیو ضبط ایسلند قرارداد بست.

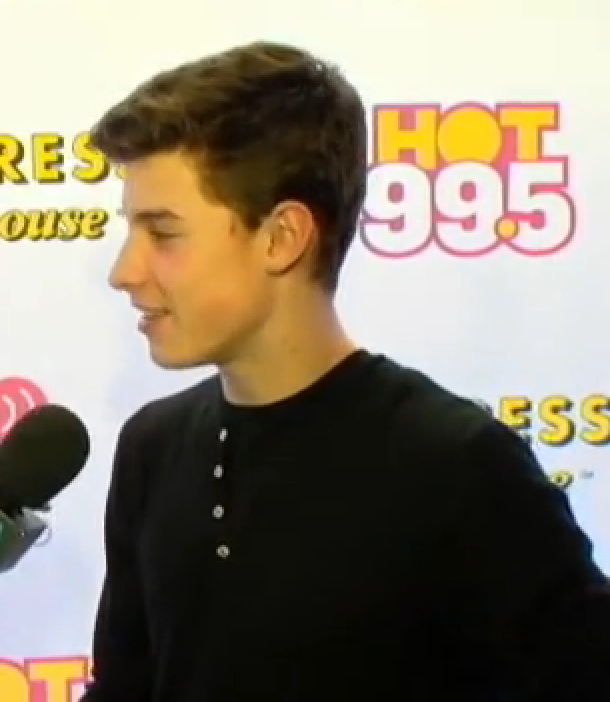
مندز در جینگ بال تور ۲۰۱۴

او اولین تک‌آهنگ خود به نام ''مهمانی از زندگی'' را در ۲۶ ژوئن ۲۰۱۴ منتشر کرد. او جوان‌ترین خواننده‌ای شد که کار خود را در شمارهٔ ۲۵ از ۱۰۰ آهنگ داغ بیلبورد آمریکا آغاز کرد و او را در شمارهٔ ۲۴ تا هفتهٔ پایانی ۱۲ ژوئیهٔ ۲۰۱۴ نگه داشت. قبل از امضای قرارداد، مندز با سایر واینرهای جوان به‌عنوان عضو تور ''Magcon '' با پیگیری گسترده در رسانه‌های اجتماعی بازدید کرد. مندز همچنین با برگزاری یک تور عمومی در سراسر کشور با آستین ماهون به‌عنوان یک افتتاحیه اقدام کرد. او در ماه ژوئیه اولین نسخهٔ اصلی ئی‌پی خود را منتشر کرد. EP در ماه نوامبر در رتبهٔ ۵ بیلبورد ۲۰۰ قرار گرفت و در هفتهٔ اول ۴۸٬۰۰۰ نسخه فروش کرد. او در سال ۲۰۱۴ جایزهٔ انتخاب نوجوان را برای ''ستاره وب'' در موسیقی به‌دست‌آورد. در ۵ سپتامبر ۲۰۱۴ "اوه سسیلیا (شکستن قلب من) که به‌عنوان آهنگ پنجم از آلبوم دیدار با ومپ‌ها منتشر شد مندز را برجسته‌تر کرد. در ۶ نوامبر ۲۰۱۴، ''چیزی بزرگ '' به‌عنوان آهنگ دوم او منتشر شد.
در تاریخ ۱۴ آوریل ۲۰۱۵، مندز آلبوم کامل خود''دست‌نوشته ''را منتشر کرد که شمارهٔ یک در بیلبورد ۲۰۰ با ۱۱۹٬۰۰۰ نسخهٔ آلبوم معادل با فروش ۱۰۶٬۰۰۰ نسخه در هفتهٔ اول قرار گرفت و دارای پلاتین است. مندز پس از آلبوم ''دنیای من ۲٫۰'' از ''جاستین بیبر'' جوان‌ترین هنرمندی بود که کار خود را با شمارهٔ یک آغاز کرد. سومین آهنگ آلبوم او به نام ''بخیه‌ها'' در ردهٔ چهارم ۱۰۰ آهنگ برتر بیلبورد قرار گرفت. اولین آلبوم او جزئی از ۱۰ آلبوم برتر در ایالات متحده است و اولین آهنگش در آهنگ‌های پاپ بزرگ‌سالان و معاصر بزرگ‌سالان قرار گرفته‌است. این آهنگ بعداً در انگلیس به شمارهٔ یک رسید. همچنین در سال ۲۰۱۵، مندز برای تیلور سوئیفت، تور جهانی ۱۹۸۹ را در آمریکای شمالی افتتاح کرد و آهنگ «باور» را برای موسیقی متن فیلم ''نسل'' شبکه دیزنی ضبط کرد. در اواخر سال ۲۰۱۵، مندز و کامیلا کبیو، که در آن زمان عضو گروه فیفت هارمونی بودند، آهنگ مشترک خود را «من می‌دانم تابستان گذشته چه کاری کردی» منتشر کردند. این آهنگ در انتشار مجدد آلبوم دست‌نوشته مندز قرار گرفت.
مندز در سال ۲۰۱۴ در بین ۲۵ نوجوان تأثیرگذار در مجلهٔ تایم قرار گرفت. او بعد از قرار گرفتن در رتبهٔ ۲۵ از بیلبورد ۱۰۰ به‌عنوان جوان‌ترین هنرمند-تاکنون قرار داده‌شد. او در سال ۲۰۱۵ جز سی نوجوان تأثیرگذار در مجلهٔ تایم قرار داده‌شد و پس از انتشار اولین آلبومش در بالای بیلبورد ۲۰۰ قرار گرفت و آهنگ ''بخیه‌ها'' جز ۱۰ آهنگ برتر ایالات متحده و سایر کشورها قرار گرفت.

### ۲۰۱۶–۲۰۱۷: روشن کن
در ۲۱ ژانویهٔ سال ۲۰۱۶ مندز اولین تجربهٔ بازیگری در فصل سوم فیلم ۱۰۰ نفر به‌دست‌آورد. او بعداً شروع تور جهانی خود به نام هیدرلاینر شان مندز را اعلام کرد که در مارس ۲۰۱۶ آغاز شد، و در عرض چند دقیقه ۳۸ اجرا در آمریکای شمالی و اروپا فروخته شد.

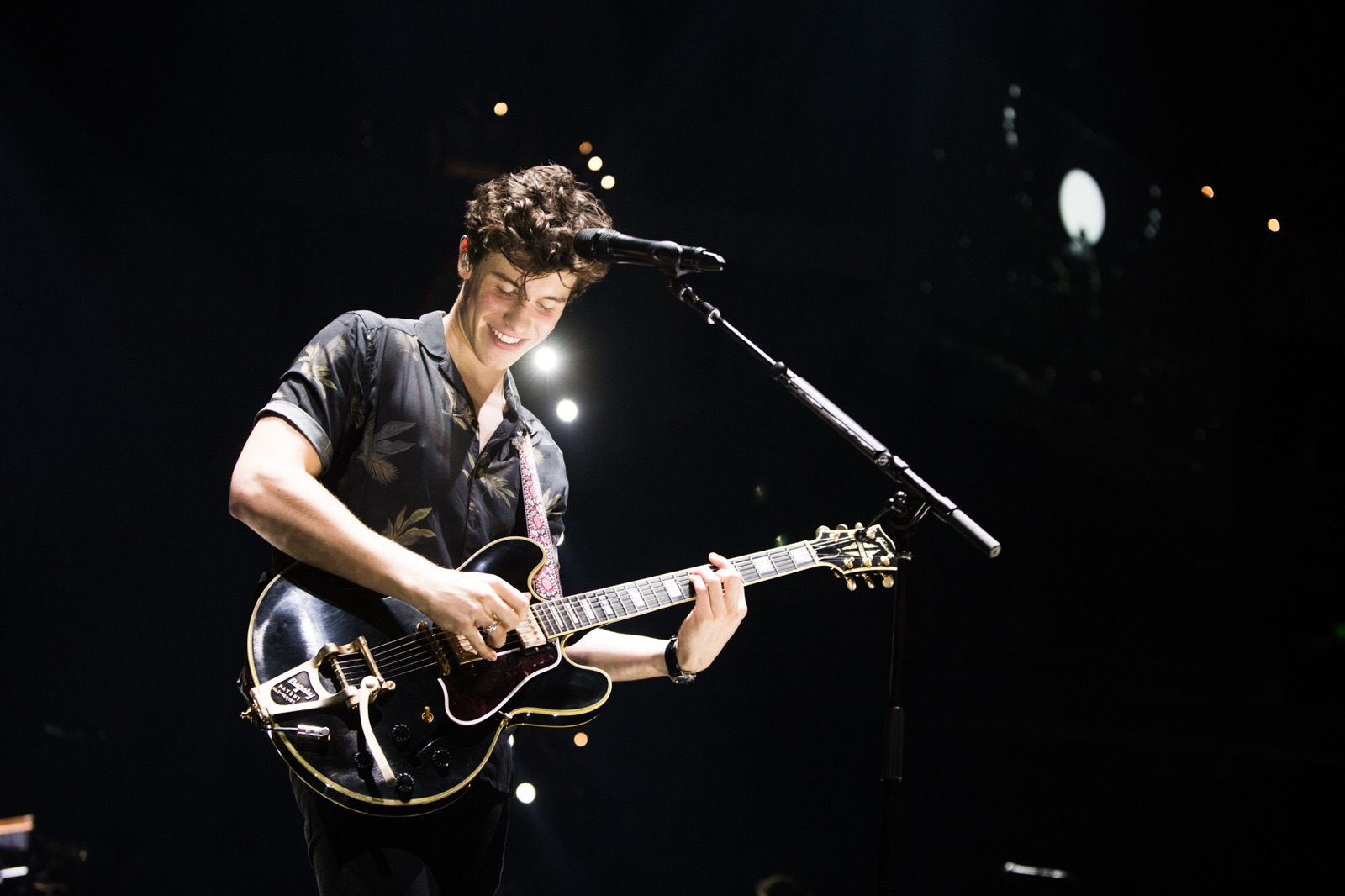
مندز در کنسرت

مندز «با تو بهتر رفتار کنم» را از دومین آلبوم استودیوی خود در ژوئن ۲۰۱۶ منتشر کرد. در ایالات متحده، این آهنگ تنها به ۱۰ امتیاز در بیلبورد ۱۰۰ رسیده‌است. همچنین این آهنگ موفق به دریافت پلاتین سه‌گانه شده‌است. این آهنگ همچنین جزو ۱۰ آهنگ برتر در انگلیس نیز قرار گرفته‌است. آلبوم «روشن کن» در تاریخ ۲۳ سپتامبر ۲۰۱۶ منتشر شد و در شمارهٔ اول در بیلبورد ۲۰۰ ایالات متحده قرار گرفت. ۱۴۵٬۰۰۰ نسخهٔ آلبوم منتشر، و ۱۲۱٬۰۰۰ نسخهٔ آلبوم به فروش رفت و موفق به دریافت گواهی پلاتین شد. او در کانادا در رتبهٔ اول قرار گرفت و این دومین آلبوم شماره یکش در کشورش بود. آهنگ ''مرسی''در ۱۸ اوت ۲۰۱۶ منتشر شد و در بین ۲۰ آهنگ برتر در ایالات متحده و انگلستان قرار گرفت و موفق به دریافت دو پلاتین شد. مندز آلبوم زندهٔ خود را در ''میدان باغ مدیسون'' در دسامبر ۲۰۱۶ منتشر کرد. او به‌عنوان مهمان موسیقی در شنبه شب در اجرای زندهٔ ۳ دسامبر ۲۰۱۶ ظاهر شد.

### ۲۰۱۸–۲۰۱۹: شان مندز
در ۲۲ مارس ۲۰۱۸، مندز یک آهنگ اصلی به نام «در خون من» از سومین آلبوم استودیویی خود منتشر کرد، که در ۲۳ مارس با آهنگ دوم «گمشده در ژاپن» دنبال شد.«در خون من» در صدر جدول بیلبورد بزرگسالان آهنگ پاپ قرار گرفت و مندز اولین هنرمند و تنها هنرمند بود که چهار رتبهٔ اول را در این نمودار داشت تا قبل از این که وارد ۲۰ سالگی شود.«جوانان» در تاریخ ۳ مه منتشر شد، همراه با خوانندهٔ آمریکایی خالید.

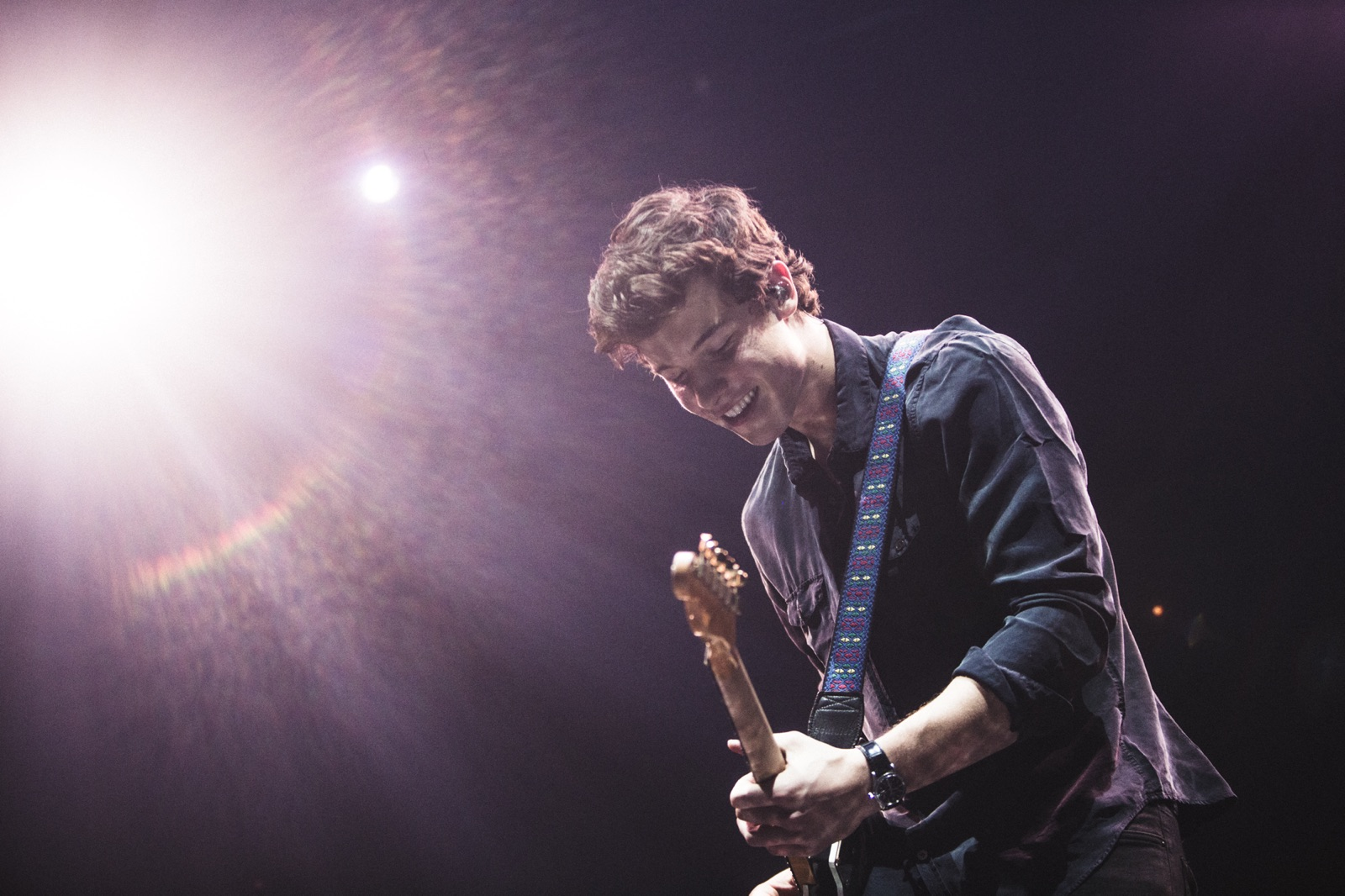
مندز در ۲۰۱۷

مندز سومین آلبوم استودیویی‌اش را با نام خود در تاریخ ۲۵ مهٔ ۲۰۱۸ منتشر کرد که به بررسی انتقادی مثبت، با ستایش خاصی نسبت به آهنگسازی و رشد هنری او همراه بود. این آلبوم در کانادا در رتبهٔ اول قرار گرفت و سومین آلبوم او با رتبهٔ اول در کشور خود بود. این آلبوم در بیلبورد ۲۰۰ در رتبهٔ اول قرار گرفت و به سومین هنرمند برای جمع‌آوری سه آلبوم برتر تبدیل شد.
مندز برای ترویج و تبلیغ این آلبوم، تور جهانی خود را در سال ۲۰۱۹ آغاز کرد. علاوه بر تور، او در جشنواره‌های موسیقی در سراسر اروپا، آمریکای شمالی و آمریکای جنوبی چند اجرا داشت. او در ۲۱ آوریل ۲۰۱۸ در یک کنسرت تلویزیونی به افتخار ۹۲ امین سالگرد ملکه الیزابت دوم اجرا کرد. او در اواخر ماه ژوئن به‌همراه جیمز کوردن نمایش تلویزیونی خود را اجرا کرد و در آنجا یکی از آخرین تک‌آهنگ‌هایش را هر شب برای یک هفته خواند. آهنگ‌هایی که او اجرا کرد، «عصبی»«گمشده در ژاپن»، «کاملاً نادرست»، دوئت همراه با جولیا مایکلز «دوست داشتنی» بود. او در اواخر شب نمایش فیلم " جیمی فلن " در ماه اکتبر به اجرای گمشده در ژاپن پرداخت. او همچنین آخرین تک‌آهنگ خود را در روز ۲۷ اوت در iHeartRadio MMVAs در کانادا اجرا کرده‌است و در آنجا هشت نامزد دریافت کرده و چهار جایزه برده‌است.
در ۱ نوامبر، مندز به یکی از بازیگران موزیکال برای نمایش مد ویکتوریا سیکرت سال ۲۰۱۸ اعلام شد که در ماه نوامبر در شهر نیویورک ضبط شد و در ماه دسامبر پخش شد. او ریمیکس سه آهنگ را در ۲۱ دسامبر در یک آلبوم ئی‌پی به نام (Remixes) منتشر کرد.
در سال ۲۰۱۹، او آهنگ "If I Can’t Have You" (اگر نمی‌تونم تو رو داشته باشم) را به همراه موزیک ویدئو منتشر کرد. این آهنگ به رتبهٔ ۲ در ۱۰۰ آهنگ برتر بیلبورد آمریکا رسید. این بالاترین رتبه از آهنگ‌های شان مندز در بیلبورد است. این آهنگ همچنین به شمارهٔ ۵ در ۱۰ آهنگ برتر استرالیا و انگلیس رسید.
در ۲۱ ژوئن ۲۰۱۹، مندز آهنگ سینوریتا “Señorita” را همراه با کامیلا کبیو، خواننده و آهنگساز کوبایی آمریکایی همراه با موزیک ویدئو آن منتشر کرد. این آهنگ به‌سرعت به رتبهٔ ۱ در آی‌تیونز رسید.این آهنگ در شمارهٔ ۲ در نمودار بیلبورد ۱۰۰ آهنگ برتر ایالات متحده شروع به کار کرد و بیان‌گر دومین همکاری مندز و کبیو، به‌دنبال آهنگ «می‌دانم تابستان گذشته چه کاری کردی» که در سال ۲۰۱۵ منتشر شد، است.در تاریخ ۲۶ اوت سال ۲۰۱۹، "Señorita" به رتبهٔ شمارهٔ یک بیلبورد صعود کرد و به‌عنوان اولین صدرنشینی مندز در ۱۰۰ آهنگ داغ بیلبورد تبدیل کرد.نسخهٔ لوکس شان مندز در تاریخ ۲۷ ژوئیهٔ ۲۰۱۹ منتشر شد و شامل ترانه‌های «اگر نمی‌تونم تو رو داشته باشم» و «سینوریتا» است.

### ۲۰۲۰–اکنون: تعجب
در ۳۰ سپتامبر ۲۰۲۰، مندز اعلام کرد که چهارمین آلبوم استودیویی خود، تعجب، در ۴ دسامبر منتشر خواهد شد و همچنین اعلام کرد که تک آهنگ اصلی آلبوم، همچنین به نام «تعجب» در ۲ اکتبر منتشر خواهد شد. از طریق ویدیوهای تبلیغاتی، آهنگ «معرفی»، اولین آهنگ آلبوم نیز منتشر شد. «تعجب» برای اولین بار در بیلبورد ۱۰۰ایالات متحده در رتبه ۱۸ قرار گرفت. مندز در ۱۳ اکتبر اعلام کرد که مستندی با عنوان در شگفتی که چند سال گذشته زندگی او را روایت می‌کند، قرار است در ۲۳ نوامبر در نتفلیکس منتشر می‌شود. یک فیلم کنسرت با عنوان «شان مندز: زنده در کنسرت» نیز در ۲۵ نوامبر در نتفلیکس منتشر شد، پس از اولین اجرای او در مرکز راجرز در ۶ سپتامبر 2019.
در ۱۶ نوامبر ۲۰۲۰، مندز اعلام کرد که دومین تک آهنگ از تعجب همکاری با جاستین بیبر در آهنگی با عنوان «مانستر» است.تک‌آهنگ و موزیک ویدیو در ۲۰ نوامبر ۲۰۲۰ منتشر شد.این آهنگ در رتبه هشتم در بیلبورد ۱۰۰ ایالات متحده قرار گرفت.مندز در مراسم جوایز موسیقی آمریکا ۲۰۲۰ آهنگ «مانستر» را برای اولین بار با بیبر به صورت زنده اجرا کرد. او همچنین «تعجب» را اجرا کرد. در ۴ دسامبر، آلبوم تعجب منتشر شد که در ایالات متحده و کانادا در رتبه اول قرار گرفت.
مندز در ۷ دسامبر در کنار متیو مک‌کانهی مصاحبه‌ای انجام داد و در طول حضورش در برنامه The Late Late Show، برای اولین بار در تلویزیون «رؤیا» را اجرا کرد.
مندز در ۲۰ اوت ۲۰۲۱ «تابستان عشق» را با تینی منتشر کرد.در ۲۳ سپتامبر ۲۰۲۱، مندز اعلام کرد که تور تعجب را در سراسر آمریکای شمالی، بریتانیا و اروپا شامل ۶۴ تاریخ و از ۱۴ مارس ۲۰۲۲ در رویال آرنا در کپنهاگ آغاز خواهد کرد.
در ۳۰ نوامبر ۲۰۲۱، مندز اعلام کرد که تک آهنگ جدیدی با عنوان «خوب خواهد شد» در تاریخ ۱ دسامبر منتشر خواهد شد.

## برند و مدلینگ
در ماه ژوئن ۲۰۱۷، مندز در طول نمایشگاه "بهار آرمانی ۲۰۱۸" در میلان ایتالیا قدم زد. مندز ساعت هوشمند جدید بند ایتالیایی، را در طول نمایش نشان‌داد. پیش از قدم زدن او، ویدئوی تبلیغاتی مندز نشان داده‌شد.
در ششم ژوئن ۲۰۱۸، مندز به‌عنوان سفیر ساعت برند آرمانی در کالکشن " پاییزی زمستانی ۲۰۱۸–۲۰۱۹ " اعلام شد. در ماه ژوئیهٔ سال ۲۰۱۸، عکس‌هایی از مندز با ساعت‌های هوشمند جدید مربوط به برند آرمانی در رسانه‌های اجتماعی منتشر شد. در تاریخ ۱۶ فوریهٔ ۲۰۱۹، مندز اعلام کرد که او آخرین سفیر نام تجاری کلوین کلاین است. SmileDirectClub در طی شصت و یکمین مراسم سالانهٔ جوایز گرمی یک تبلیغات را نشان‌داد که نشان می‌دهد این کمپین که با همراهی مندز بوده‌است سود ویژه از درآمد حاصل را به «سازمان‌هایی که به‌دنبال بهبود سلامت کودکان و نیز رفاه روانی و عاطفی هستند» داده‌است. در اواخر همان ماه، آرمانی یک آگهی جدید سیاه و سفید برای ساعت‌های هوشمند صفحهٔ نمایش لمسی که شامل یک نسخهٔ بی‌کلام از آهنگ «در خون من» از مندز بود را منتشر کرد.
در اوت سال ۲۰۱۹، مندز همکاری با زنجیرهٔ غذایی مستقر در کانادا، تیم هورتونز را اعلام کرد، که عکس وی را در یک فنجان تجاری و مشروبات الکلی نشان می‌دهد و به‌دنبال آن همکاری در ماه سپتامبر با Roots Canada انجام می‌شود.

## زندگی شخصی
شان مندز به‌صورت علنی با بیماری اختلال اضطراب دست‌وپنجه نرم می‌کند که در آهنگ ''در خون من'' از سومین آلبوم او این مسئله را افشا کرد. او اعلام کرد که در حال انجام دادن درمان است تا به سلامت روانیش کمک کند، همچنین بیان کرد:
من با یک دکتر چند باری حرف زدم [...] درمان چیزی است که برای تو کار می‌کند. درمان گوش کردن به موسیقی و دویدن روی تردمیل است، درمان رفتن به شام با دوستان است. چیزی است که تو را منحرف می‌کند تا به تو کمک کند که شفا پیدا کنی بنابراین بستگی داره که شما چه فکری دربارهٔ درمان می‌کنید. من یک تلاش آگاهانه انجام دادم تا بیشتر با مردم در زندگی ارتباط داشته باشم. من متوجه شدم که خودم را از همه جدا کرده‌ام و فکر می‌کردم که این به من کمک می‌کند تا با آن مبارزه کنم سپس فهمیدم که تنها راهی که میتونم با آن مبارزه کنم اینه که کاملاً مسئله را باز کنم و بزارم مردم وارد شوند.
مندز اظهار داشت: "اول از همه، من همجنس‌گرا نیستم. دوم اینکه، اگر من باشم یا نباشم این نباید تفاوتی ایجاد کند. تمرکز باید بر روی موسیقی باشد و نه بر روی تمایلات جنسی من.

### روابط
رابطه‌شان با هیلی بالدوین از جمله روابطی است که در رسانه‌ها مطرح شده اگرچه هردوی آن‌ها این رابطه را تنها دوستی خطاب کرده‌اند اما شایعات پیرامون آغاز این رابطه از جایی بود که در مراسم مت گالا سال ۲۰۱۸ هیلی بالدوین و شان با یکدیگر ظاهر شدند. بعد از ازدواج هیلی با خواننده مشهور کانادایی جاستین بیبر در اواخر سال ۲۰۱۸، شان مندز در پاسخ به سوالاتی راجع‌به ازدواج او گفته «برای او خوشحالم او چه در ظاهر و چه در باطن زیباست».
شان مندز و کامیلا کبیو اظهار داشته که با یکدیگر فقط دوست هستند. شایعات دربارهٔ رابطه آنها پس از منتشر شدن موزیک ویدئوی مشترکشان به نام سینوریتا بیشتر شد.
رابطه بین کامیلا کبیو و شان مندز سرانجام بعد از گذاشتن ویدئویی از بوسیدن یکدیگر در اینستاگرام شان مندز در ۱۲ سپتامبر ۲۰۱۹ به‌گونه‌ای از طرف آنها تأیید شد. شان مندز نیز در مصاحبه‌ای اعلام کرد که او و کامیلا کبیو از روز جشن استقلال آمریکا در تاریخ ۴ ژوئیهٔ ۲۰۱۹ رسماً رابطهٔ خود را آغاز کرده‌اند؛ رابطه آنها جنجال برانگیخت، زیرا هر دو متهم به تلاش برای ایجاد یک رابطه برای تبلیغات بودند، اما مندز اصرار داشت که «قطعاً یک کار تبلیغاتی نبوده‌است».این زوج در نوامبر ۲۰۲۱ جدایی خود را اعلام کردند.
مندز در یک مجتمع مسکونی در مرکز شهر تورنتو زندگی می‌کند.

## انسان دوستی و حمایت‌ها
در سال ۲۰۱۴ مندز و سایت (کاری بکنید) کمپینی را راه‌اندازی کردند به نام ''یادداشت هایی از شان '' که طرفداران را به نوشتن یادداشت های مثبت تشویق می‌کرد. این کمپین باعث الهام‌بخشی به او برای نوشتن اولین آهنگش به نام ''زندگی در مهمانی'' شد که مخاطب آن افرادی دارای اعتمادبه‌نفس پایین، افسردگی و آگاهی دادن دربارهٔ خودزنی یا آسیب به‌خود بود. آن‌ها برای دومین سال متوالی در سال ۲۰۱۵ این کمپین را راه‌اندازی کردند، که این کمپین به‌صورت هشتگ ''یادداشت هایی از شان '' از طریق اینترنت به‌صورت آنلاین مورد استفاده قرار گرفت. او با اپلیکیشن بلند شریک شد تا در این راستا درآمدی را به ۲۵۰۰۰ دلار برساند که هزینهٔ هر ثبت نام و هر یادداشتی مثبتی که به اشتراک گذاشته می‌شد تنها ۱ دلار بود. کمپین برای سومین سال متوالی در سال ۲۰۱۶ راه‌اندازی شد.
او همچنین با ''مداد امید'' کار کرده‌است، یک سازمان غیرانتفاعی که مدارس را ایجاد می‌کند و به بهبود کیفیت آموزش برای کشورهای در حال توسعه کمک می‌کند و ۲۵٬۰۰۰ دلار برای ساخت یک مدرسه در غنا اختصاص داد.
مندز بعد از مشاهدهٔ خرابی‌های حاصل از زمین‌لرزه در مکزیکو سیتی، صندوق کمک‌رسانی را همسو با صلیب سرخ آمریکایی در مکزیک ایجاد کرد و مبلغ ۱۰۰٬۰۰۰ دلار به تلاش‌های امداد رسانی کمک کرد.
در سال ۲۰۱۸، مندز با اومیز برای جمع‌آوری سرمایه از طریق کمک‌های مالی برای حمایت از برنامهٔ مدارس ما کار می‌کرد، حرکتی که هدف آن حمایت از جوانان از طریق خدمات آموزشی و مربیگری بود. مندز، طرفدارانش را تشویق کرد تا به این مسئله کمک کنند، در حالی که به اهدا کنندگان فرصتی برای شرکت در تور کنسرت آیندهٔ خود را داده‌بود.
در سپتامبر ۲۰۱۸، مندز در جشنوارهٔ بین‌المللی شهروندی که در پارک مرکزی نیویورک برگزار شد شرکت کرد. او در کنار هنرمندان دیگر مانند ''جانلل مونا''، ''جان لجند'' و ''جانت جکسون'' آگاهی در مورد اهمیت آموزش و عدم دسترسی کودکان به آموزش‌وپرورش در سراسر جهان، به‌ویژه زنان جوان، را افزایش داد. پیش از این رویداد، او از طریق رسانه‌های اجتماعی برای رسیدن به نخست‌وزیری جاستین ترودو کمک کرد و از نخست‌وزیر درخواست کرد تا از طریق کارگاه‌ها و برنامه‌ها دختران را تقویت کند، و ابراز تمایل خود برای صحبت بیشتر در مورد پروژه را بیان کرد.
در اکتبر سال ۲۰۱۸، او همراه با تهیه‌کننده ''تدی گایگر ''کاور آهنگ ''تحت فشار'' را منتشر کرد. این تک‌آهنگ همراه با گروهی انگلیسی به نام ''ملکه '' و همراهی خواننده انگلیسی ''دیوید بویی ''بود. این تک‌آهنگ، بخشی از مجموعه‌ای از ترانه‌های ''ملکه'' است که در جشن به نام راپسودی بوهمی منتشر شده‌است. درآمد حاصل از این پروژه به "Mercury Phoenix Trust"، یک سازمان ایجاد شده توسط اعضای گروه ملکه پس از مرگ مورروس، که به مبارزه با اچ‌آی‌وی / ایدز کمک می‌کند، داده‌شد. مدیر'' ملکه''، جیم بیچ، از شان مندز و گروه موسیقی جهانی این برای کمک، قدردانی کرد.
در ۲۰ اکتبر، مندز همراه با ستارگانی دیگر همچون خالید، ان‌اف، مارشمالو، مگان ترینر، چارلی پوث و الا مای در بول هالیوود در لس آنجلس برای اتفاق '' ما می‌توانیم زنده بمانیم''به اجرا پرداخت. این رویداد برای جمع‌آوری پول برای ائتلاف جوانان بقا در تلاش برای حمایت از زنان جوان که مبتلا به سرطان پستان تشخیص داده‌شده‌اند، سازماندهی شده‌است.
در اوت سال ۲۰۱۹، مندز با هدف «الهام بخشیدن و توانمند کردن طرفداران خود و جوانان امروزی برای ایجاد تحولات مثبت در جهان و حمایت از مسائلی که بیشتر به آنها اهمیت می‌دهند» از راه‌اندازی بنیاد شان مندز خبر داد.

## هنرمند و تأثیرات موسیقی
مندز عموماً به‌عنوان یک خوانندهٔ پاپ و پاپ مردمی توصیف شده‌است. مندز از جان میر، اد شیرن و جاستین تیمبرلیک به‌عنوان تأثیرات اصلی موسیقی خویش یاد کرده‌است. او همچنین بارها در مصاحبه‌هایش جاستین بیبر را الگوی خود معرفی کرده همان‌طور که در گفتگویی در ماه مه ۲۰۱۹ بیان کرده‌است: جاستین بیبر یکی از دلایل اصلی من برای انجام کاریست که اکنون به آن مشغولم. او چندی پیش نیز دربارهٔ جاستین گفته بود: از او خواستم به من چند توصیه بکند او در حال رشد، به‌خاطر والدینش به رگتایم، لد زپلین، گرث بوکس و موسیقی محلی گوش داد. او اظهار داشت که دومین آلبوم استودیویی او تحت تأثیر کار جان میر بود، در حالی که آلبوم سوم او از جاستین تیمبرلیک، پادشاهان لئون، کانیه وست و دنیل سزار الهام گرفته شده‌بود.

## جوایز و نامزدی‌ها
مندز چندین نامزدی دریافت کرده و جوایزی را نیز کسب کرده‌است شامل: سیزده جایزهٔ انجمن آهنگسازان جوایز نویسندگان و انتشارات موسیقی کانادا (سکان)، ده جایزهٔ موسیقی ام‌تی‌وی اروپاهشت جایزهٔ موزیک ویدئو از آی‌هرت‌رادیو، سه جایزهٔ جونو، سه جایزهٔ '' بی‌ام‌ای ''، دو جایزهٔ موسیقی آمریکایی و افتخار پیاده‌روی مشاهیر کانادا.
در میان جوایزش، او در سال ۲۰۱۸ جایزهٔ یونوو را برای «چیزی وجود ندارد که برگردم»، جایزه سکان آهنگساز سال و هنرمند سالانهٔ آی‌هرت‌رادیو را به‌دست‌آورد.
او در جوایز جونو سال ۲۰۱۹، بیشترین جوایز مراسم را به‌دست‌آورد. ۵ جایزه شامل: هنرمند سال، آلبوم سال و تک‌آهنگ سال.

## آلبوم‌ها
- دست‌نوشته (۲۰۱۵)
- روشن کن (۲۰۱۶)
- شان مندز (۲۰۱۸)
- تعجب (۲۰۲۰)
- شان (۲۰۲۴)

## فیلم‌شناسی
| سال  | عنوان                 | نقش           | توضیحات                                                                   |
| ---- | --------------------- | ------------- | ------------------------------------------------------------------------- |
| ۲۰۱۳ | فوتبال‌دستی            | جوانی جیک     | فیلم؛ نقش صدا                                                             |
| ۲۰۱۵ | دوست دارم (اسپانیایی) | خودش          | قسمت: "من وبلاگ‌نویس مد هستم"                                              |
| ۲۰۱۶ | ۱۰۰ نفر               | Macallan      | قسمت: "Wanheda: قسمت ۱"                                                   |
| ۲۰۱۶ | پخش زنده شنبه شب      | خودش          | قسمت "اما استون / شان مندز"                                               |
| ۲۰۱۸ | Drop the Mic          | خودش          | قسمت: "Odell Beckham Jr. vs. Shawn Mendes / Molly Ringwald vs. Jon Cryer" |
| ۲۰۱۹ | پخش زنده شنبه شب      | خودش          | قسمت: "آدم سندلر / شان مندز"                                              |
| ۲۰۲۲ | لایل، لایل، کروکودیل  | لایل کروکودیل | فیلم؛ نقش صدا                                                             |

## تورها

### عنوان
- اولین عنوان شان (۱۵–۲۰۱۴)
- تور جهانی شان مندز (۲۰۱۶)
- تور جهانی روشن کن (۲۰۱۷)
- شان مندز: تور (۲۰۱۹)
- تعجب: تور جهانی (۲۰۲۲)
- فقط برای دوستان و خانواده (۲۰۲۴–۲۰۲۵)

### عنوان شرکت
- جینگل بال تور ۲۰۱۴ (با هنرمندان مختلف) ۲۰۱۴
- جینگل بال تور ۲۰۱۵ (با هنرمندان مختلف) ۲۰۱۵
- جینگل بال تور ۲۰۱۸ (با هنرمندان مختلف) ۲۰۱۸

### پشتیبانی
- آستین ماهون: زنده در تور (آستین ماهون) (۲۰۱۴)
- تور جهانی ۱۹۸۹ (تیلور سوئیفت) (۲۰۱۵)